# لوتشيوس موناتيوس بلانكوس
لوتشيوس موناتيوس بلانكوس (نحو 87 قبل الميلاد - نحو 15 قبل الميلاد) كان عضوًا في مجلس الشيوخ الروماني، وقنصلًا في عام 42 قبل الميلاد، ورقيبًا في عام 22 قبل الميلاد مع باولوس أميليوس ليبيدوس. وهو أحد الأمثلة التاريخية الكلاسيكية للرجال الذين تمكنوا من النجاة في ظروف حساسة للغاية من خلال تغيير ولاءاتهم باستمرار. بدأ حياته المهنية في عهد يوليوس قيصر، وتحالف مع قاتله دسيموس جونيوس بروتوس في عام 44 قبل الميلاد، ثم مع الحكم الثلاثي الثاني في عام 43 قبل الميلاد، وانضم إلى مارك أنطوني في عام 40 قبل الميلاد، ثم هجره لصالح أوكتافيان في عام 32 قبل الميلاد. كما أسس مدينتي أوغوستا راوريكا (أوغست حاليًا) ولوغدونوم (ليون حاليًا). وما يزال قبره موجودًا في غيطة (جيتا).

## مهنته المبكرة
وُلِد بلانكوس في تيفولي، ويحمل نفس اسم والده الذي لا يُعرف عنه سوى القليل جدًا. وكان لديه ثلاثة إخوة وأخت: دخل اثنان منهم الحياة العامة، أحدهما صعد إلى منصب البريتور والآخر وصل إلى المحكمة العامة. ويُعتقد أنه دخل الحياة العامة بانتخابه كقسطور في وقت ما قبل عام 54 قبل الميلاد.
ظهرت المزيد من المعلومات الواضحة عن حياة بلانكوس المهنية حين أصبح أحد مندوبي يوليوس قيصر خلال الحروب الغالية: خدم تحت قيادة قيصر في بلاد الغال منذ عام 54 قبل الميلاد وحتى بداية حرب قيصر الأهلية في يناير 49 قبل الميلاد. وفي بداية الحرب الأهلية انضم إلى قيصر ضد بومبي؛ وخدم تحت قيادة قيصر مع غايوس فابيوس (البريتور عام 58 قبل الميلاد) خلال حملة إليردا التي قادها قيصر. ثم أبحر معه إلى أفريقيا في عام 47 قبل الميلاد؛ ومن المحتمل أنه كان بمنصب البريتور في ذلك العام. وعندما غادر قيصر إلى إسبانيا في عام 45 قبل الميلاد جرى تعيين بلانكوس كأحد البريفيكتوس في المدينة بدلًا من القساوسة والإيديليين الذين لم يُنتخبوا في ذلك العام. وعند عودة قيصر من إسبانيا عين بلانكوس حاكمًا قنصليًا لبلاد الغال عبر جبال الألب في أوائل عام 44 قبل الميلاد.

## الانتقال إلى الإمبراطورية
عند اغتيال يوليوس قيصر في 15 مارس عام 44 قبل الميلاد كان بلانكوس لا يزال في روما. وفي أعقاب هذا الحدث مباشرة، أيد – مثل العديد من القيصريين الآخرين – العفو عن جرائم قتل المستبدين وغادر إلى مقاطعته. كما دعم أيضًا الحفاظ على قانون قيصر، والذي كان من شأنه أن يكون في خدمة حياته المهنية أيضًا، إذ عينه قيصر قبل وفاته كأحد القناصل لعام 42 قبل الميلاد. وهناك جمع المزيد من الرجال مع مراقبة التطورات السياسية في المدينة عن كثب. كما قام بحملته الانتخابية في رائيتيا، وحقق بعض الانتصارات التي أُعلن بسببها إمبراتورًا بحلول سبتمبر.

### تشكيل الحكم الثلاثي
اندلعت أزمة سياسية خلال عام 44 قبل الميلاد. وكان بلانكوس ودسيموس جونيوس بروتوس حاكمي بلاد الغال عبر جبال الألب وغاليا كيسالبينا (بلاد الغال على جانب الألب). واستخدم القنصل مارك أنطوني الجنود لترهيب المجلس لتمرير قانون في يونيو ينقل فيه تلك المقاطعات إلى حكمه. وغادر أنطوني في 28 نوفمبر عام 44 قبل الميلاد سعيًا للاستيلاء على تلك المقاطعات من حكامها. وبعد ذلك بوقت قصير كان شيشرون يكتب إلى الحكام المتمركزين هناك أساسًا للحصول على الدعم العسكري لمقاومة سيطرة أنطوني على المقاطعات؛ فكتب إلى بلانكوس ودسيموس بروتوس. وفي 20 ديسمبر عام 44 قبل الميلاد أصدر مجلس الشيوخ مرسومًا يقضي بضرورة مقاومة الحكام الحاليين لأنطوني بالقوة إذا لزم الأمر. ويشهد نقش بلانكوس الجنائزي أنه في هذا الوقت تقريبًا أسس مدينتي أوغوستا راوريكا (44 قبل الميلاد) ولوغدونوم (ليون) (43 قبل الميلاد) وفي يونيو 43 قبل الميلاد، وتشهد بعض الرسائل على مروره بقرية كولارو (حاليًا غرونوبل) في دوفين الألب.
كان بلانكوس بطيئًا في الاستجابة لدعوة مجلس الشيوخ لحمل السلاح. ورد بعد أشهر في مارس عام 43 قبل الميلاد، وحذر علنًا من الاندفاع إلى الحرب. وكتب سرًا إلى شيشرون أنه كان يعد جحافله ومساعديه. بينما كان كلا الجانبين يعدان القوات، فمن الواضح أن بلانكوس كان يفكر بالعروض المقدمة من شيشرون في مجلس الشيوخ ومن أنطوني. وفي نفس الوقت تقريبًا وصلت رسالة أخرى من بلانكوس تعلن لمجلس الشيوخ تأكيد أنطوني في رسالة إلى روما أنه يحظى بدعم بلانكوس. ودافع بلانكوس عن حذره بحجة أن الإعلان بشكل متهور قبل الاستعدادات كان يعني عواقب سريعة مثل تلك التي حلت بدسيموس بروتوس (الذي كان محاصرًا في موتينا).
أرسل مجلس الشيوخ ثلاثة قادة والقنصلين ووريث قيصر أوكتافيان خلف أنطوني. وقد هزموا أنطوني في 21 أبريل عام 43 قبل الميلاد في معركة موتينا، لكن القنصلين قُتلا. وبعد المعركة سعى بلانكوس إلى إقناع ماركوس أميليوس ليبيدوس بالانضمام إلى مجلس الشيوخ. وبعد أن انضم ليبيدوس إلى أنطوني في 29 مايو، انسحب بلانكوس عبر نهر إزار وسعى إلى الانضمام إلى دسيموس قنصله الشريك المعين لعام 42 قبل الميلاد وهو شخصية بارزة في قتل الطغاة. ثم أرسل ليبيدوس رسالة إلى مجلس الشيوخ يلوم فيها جنوده على إجباره على الانشقاق. وفي الوقت نفسه رفض أوكتافيان التعاون مع دسيموس بروتوس، ظاهريًا بسبب رفض جنوده مساعدة قاتل قيصر. وفي الرسالة الأخيرة من بلانكوس إلى شيشرون انتقد استراتيجية شيشرون المتمثلة في ترقية أوكتافيان، الذي كان معروفًا في ذلك الوقت بأنه يسعى للحصول على أحد المناصب القنصلية الشاغرة، والسماح لأنطوني باستعادة قوته من خلال عدم التصرف.
بعد ثلاثة أسابيع من هذه الرسالة الأخيرة، سار جنود أوكتافيان إلى روما ودبروا انتخابه قنصل ترضية مع كوينتوس بيديوس. وأدى إقرار بيديوس لقانون بيديا الذي حكم على قتلة الطغاة بالنفي غيابيًا إلى تغيير حسابات بلانكوس؛ وبعد بضعة أشهر من التعاون مع دسيموس تخلى عنه. وبينما كان أنطوني غاضبًا من بلانكوس لوقوفه إلى جانب مجلس الشيوخ، كان قادرًا على إقناع فيالقه الخمسة وسلاح الفرسان الغالي بالاحتفاظ بمنصبه القنصلي وتحقيق النصر.

### في ظل الحكم الثلاثي
بعد أن انضم أوكتافيان إلى أنطوني وليبيدوس لتشكيل الحكومة الثلاثية الثانية في عام 43 قبل الميلاد من خلال تمرير قانون تيتيا، وأبعدوا هم وحلفاؤهم الرئيسيون جميعًا فردًا واحدًا على الأقل من العائلة أو صديقًا عن البلاد أو أعدموه. ويقال إن بلانكوس قد وضع شقيقه لوتشيوس بلوتيوس بلانكوس على قوائم الإعدام. وبسبب الانتصارات التي حققها على الغاليين في رائيتيا احتفل بانتصاره في 29 ديسمبر عام 43 قبل الميلاد. وبعد ذلك تولى منصب القنصل عام 42 قبل الميلاد مع ليبيدوس. وخلال فترة عمله كقنصل قدم تشريعًا لإلغاء بعض الأسماء المدرجة في قوائم الحظر الخاصة بالحكومة الثلاثية الثانية ووزع الأراضي على المحاربين القدامى بالقرب من بينيفينتوم (بنبنت).
في العام التالي واصل الإشراف على الاستيطان بالقرب من بينيفينتوم، وخلال حرب بيروسين ساعد لوتشيوس مارك أنطوني في هزيمة أحد فيالق أوكتافيان. وبعد التغلب على المؤامرة هرب مع زوجة أنطوني فولوفيا إلى اليونان. وبعد أن أدى سلام إبرندس عام 40 قبل الميلاد إلى رأب الصدع بين أوكتافيان وأنطوني جرى تعيينه في آسيا كقنصل للترضية. ومن المحتمل أنه بقي في آسيا حتى عام 38 قبل الميلاد.